# Club Deportivo Díter Zafra
El Club Deportivo Díter Zafra fue un club de fútbol español de la ciudad de Zafra (Badajoz), actualmente inactivo. Fundado en 1930, es uno de los clubes más longevos de Extremadura. Compitió por última vez en la temporada 2016/17.

## Historia
La historia se remonta a comienzos de los años 1920 con el desarrollo de los Juegos Olímpicos, donde por primera vez acudía a un gran evento internacional. A finales de esos años 20 tres nombres unifican el gran triángulo del fútbol en Zafra. Por un lado el Colegio «Purísima Concepción», por otro el profesor Cortés y, por último, el delantero Roberto, convertido en el primer gran ídolo de los zafrenses y aficionados al fútbol en la ciudad. Así, el primer equipo que entró en competición oficial en la liga de aficionados fue bautizado con el nombre de Club Deportivo Zafra en 1930. Su primer presidente fue Ramís Coll.
El club tiene entre sus logros ser el primer equipo extremeño en alcanzar la Segunda División B en la temporada 77/78, junto al extinto CD Badajoz, y ser el primer campeón de liga del Grupo IV de la Tercera División en la 83/84.
El Díter Zafra logró disputar en total ocho temporadas en Segunda División B.
Por sus filas han pasado futbolistas históricos como Poli Rincón.
El 27 de enero de 2017 el Díter Zafra anunciaba por las redes sociales que el club desaparecería tras 87 años de historia, al no poder afrontar su crítica situación económica. Los pocos jugadores que aún no habían abandonado la plantilla decidieron disputar el partido de ese domingo correspondiente a la vigésimo tercera jornada del Grupo XIV de la Tercera División en Sierra de Fuentes, contra el CP Amanecer. El equipo logró arrancar un meritorio empate ante un buen número de aficionados zafrenses que se habían desplazado, sirviendo de despedida.
Finalmente, cuando faltaban unas horas para el cierre del mercado de fichajes, el 31 de enero una nueva junta directiva se hizo cargo del club saneando la deuda con la Federación Extremeña de Fútbol. Esto posibilitó la incorporación de nuevos jugadores, la continuidad en la competición y la resurrección del Díter Zafra. A pesar de los esfuerzos, el equipo no pudo evitar el descenso a la Primera División Extremeña.
De cara a la temporada 2017/18, ante la asfixia económica que sufría el club, la junta y los socios optaron por volcar los esfuerzos en un nuevo proyecto sin deudas, dejando al Díter en "stand by". De esta manera la UD Zafra Atlético, club fundado en el año 2000 pero que se mantenía inactivo, adoptó los colores y el estadio del Díter Zafra y en su primera temporada en la Segunda División Extremeña logró el ascenso de categoría.

## Uniforme
- Primera Equipación: Camiseta azul, pantalón blanco y media azul/blanca.
- Segunda Equipación: Camiseta verde, pantalón verde y media verde.
- Tercera Equipación: Camiseta granate, pantalón granate y media granate.
- Patrocinador: "FIG ZAFRA"

## Historial
| Temporada  | División | Posición | Copa del Rey |
| ---------- | -------- | -------- | ------------ |
| 1975/76    | 3.ª      | 15.º     |              |
| 1976/77    | 3.ª      | 5.º      |              |
| 1977-78    | 2.ªB     | 9.º      |              |
| 1978-79    | 2.ªB     | 12.º     |              |
| 1979-80    | 2.ªB     | 16.º     |              |
| 1980-81    | 2.ªB     | 19.º     |              |
| 1981/82    | 3.ª      | 4.º      |              |
| 1982/83    | 3.ª      | 7.º      |              |
| 1983/84    | 3.ª      | 1.º      |              |
| 1984/85    | 3.ª      | 5.º      |              |
| 1985/86    | 3.ª      | 9.º      |              |
| 1986/87    | 3.ª      | 14.º     |              |
| 1987/88    | 3.ª      | 9.º      |              |
| 1988/89    | 3.ª      | 8.º      |              |
| 1989/90    | 3.ª      | 10.º     |              |
| 1990/91    | 3.ª      | 14.º     |              |
| 1991/92    | 3.ª      | 13.º     |              |
| 1992/93    | 3.ª      | 18.º     |              |
| de 1993/94 | Regional | —        |              |
| a 1995/96  | Regional | —        |              |
| 1996/97    | 3.ª      | 14.º     |              |

| Temporada | División   | Posición | Copa del Rey |
| --------- | ---------- | -------- | ------------ |
| 1997/98   | 3.ª        | 8.º      |              |
| 1998/99   | 3.ª        | 7.º      |              |
| 1999/00   | 3.ª        | 6.º      |              |
| 2000/01   | 3.ª        | 1.º      |              |
| 2001-02   | 2.ªB       | 13.º     |              |
| 2002-03   | 2.ªB       | 17.º     |              |
| 2003/04   | 3.ª        | 2.º      |              |
| 2004-05   | 2.ªB       | 14.º     |              |
| 2005-06   | 2.ªB       | 20.º     |              |
| 2006/07   | 3.ª        | 5.º      |              |
| 2007/08   | 3.ª        | 6.º      |              |
| 2008/09   | 3.ª        | 18.º     |              |
| 2009/10   | Reg. Pref. | 1.º      |              |
| 2010-11   | 3.ª        | 12.º     |              |
| 2011-12   | 3.ª        | 2.º      |              |
| 2012-13   | 3.ª        | 4.º      |              |
| 2013-14   | 3.ª        | 8.º      |              |
| 2014-15   | 3.ª        | 11.º     |              |
| 2015-16   | 3.ª        | 10.º     |              |
| 2016-17   | 3.ª        | 18.º     |              |

## Palmarés

### Torneos nacionales
| Competición nacional   | Títulos                              | Subcampeonatos                       |
| ---------------------- | ------------------------------------ | ------------------------------------ |
| Tercera División (2/2) | 1983-84 (Gr. XIV), 2000-01 (Gr. XIV) | 2003-04 (Gr. XIV), 2011-12 (Gr. XIV) |

### Torneos regionales
| Competición regional                     | Títulos          | Subcampeonatos |
| ---------------------------------------- | ---------------- | -------------- |
| Regional Preferente de Extremadura (2/1) | 1995-96, 2009-10 | 1974-75        |
| Primera Regional de Extremadura (0/1)    |                  | 1973-74        |

### Trofeos amistosos
- Trofeo Ciudad de Mérida: (2) 1974, 1979
- Trofeo Ciudad de Almendralejo: (2) 1975, 1976
- Trofeo Luis Bermejo (Badajoz): (1) 1976

## Estadio
El Nuevo Estadio de Zafra, con capacidad para 2500 espectadores (500 en tribuna, 500 tribuna lateral derecha, 500 tribuna lateral izquierda, 1000 en preferencia) se inauguró el 1 de junio de 1972 en un partido contra el Real Madrid finalizando el encuentro con el resultado adverso de 1-6.
Sus medidas son de 105 x 65.

## Datos del club
- Temporadas en Primera División: 0
- Temporadas en Segunda División: 0
- Temporadas en Segunda División B: 8
- Temporadas en Tercera División: 28
- Mejor puesto en la liga: 9.º (Segunda B temporada 77-78)
- Peor puesto en la liga: 20.º (Segunda B temporada 05-06)
- Socios: 300
- Peñas: (1) Frente Azul
- Presupuesto: 80.000 €

## Junta directiva
- Paulino Croche Hernández. (Secretario)
- José Dolores García Megías. (Presidente)